# バニャーリア・アルサ
バニャーリア・アルサ（伊: Bagnaria Arsa）は、イタリア共和国フリウリ＝ヴェネツィア・ジュリア州ウーディネ県にある、人口約3,400人の基礎自治体（コムーネ）。

## 地理

### 位置・広がり
ウーディネ県南部に位置し、バッサ・フリウラーナ地方 (it:Bassa friulana) に属するコムーネである。
パルマノーヴァの南約3km、チェルヴィニャーノ・デル・フリウーリの北北西約8km、県都ウーディネの南南東約21km、州都トリエステの北西約46kmに位置する。

#### 隣接コムーネ
隣接するコムーネは以下の通り。
- パルマノーヴァ - 北
- ヴィスコ - 北東
- アイエッロ・デル・フリウーリ - 東
- チェルヴィニャーノ・デル・フリウーリ - 南
- トルヴィスコーザ - 南西
- ゴナルス - 北西

### 気候分類・地震分類
バニャーリア・アルサにおけるイタリアの気候分類 (it) および度日は、zona E, 2222 GGである。
また、イタリアの地震リスク階級 (it) では、zona 3 (sismicità bassa) に分類される。

## 行政

### 分離集落
バニャーリア・アルサには、以下の分離集落（フラツィオーネ）がある。
- Campolonghetto, Castions delle Mura, Privano, Sevegliano

## 人物

### 著名な出身者
- マウリツィオ・ザンパリーニ - 実業家、サッカークラブオーナー